# Latia climoi
Latia climoi är en snäckart som beskrevs av Yaroslav Igorevich Starobogatov 1986. Latia climoi ingår i släktet Latia och familjen Latiidae. Inga underarter finns listade i Catalogue of Life.